# 累犯障害者
累犯障害者（るいはんしょうがいしゃ）は、山本譲司によるノンフィクション作品。2006年に新潮社より発行され、2009年に新潮文庫で文庫化された（ISBN 4101338728）。

## 作品概要
刑務所内で懲役刑を受刑している障害者のケアを担当した山本が2005年と2006年に『新潮45』に発表した障害者による犯罪を取材した3篇を加筆修正して収録。さらに2篇を書き下ろし、序章と終章を追加した内容である。
同書では、下関駅放火事件やレッサーパンダ帽男殺人事件など障害者による事件、知的障害者が繰り返す軽微な事件や売春、暴力団が障害者を食い物にする事例、ろうあ者同士の犯罪、知的障害者の冤罪事件など、これまでメディアが及び腰になってあまり報道してこなかった障害者の一面が紹介されている。その上で山本は、障害者への福祉行政と刑務所と裁判での処遇には以下のような問題点があるとしている。
- すべての受刑者は入所後、作業の適応力を調べるための知能テストを受けるが、その結果によると全受刑者のうち4分の1が知的障害者であった。また彼らが刑務所内で行う作業は、結んだ紐を解いたり、一つの箱の中の数種の色の蝋のかけらをそれぞれに分けるといった、およそ生産労働とは呼べないものばかりである。
- それ以外にも各種の身体障害および精神障害を持つ受刑者が多数存在し、彼らは劣悪な生育歴の中でほとんど福祉と結びつくことがなく、おにぎり一個の万引き（窃盗罪）や無銭飲食・無賃乗車（詐欺罪）のような微罪で、繰り返し刑務所に入ることによって生き延びている。刑務所が最後の「セーフティネット」となっている。
- 累犯障害者に刑事訴訟法の定めるところの訴訟能力や受刑能力が備わっているかどうかは、極めて疑わしい。しかし、身元引受人や受け入れてくれる福祉施設がなく、また自力で再就職し生活の基盤を確保することも困難であるため、刑務所に入らなければ生存すら危ぶまれ、検察官や裁判官もやむを得ず受刑させている面がある。
- コミュニケーション能力が極めて乏しいため、冤罪被害に遭うこともしばしばある。社会では男性はやくざの鉄砲玉、女性は売春などに利用される場合が多く、結果として刑務所を終の棲家とするために最後にはより重い罪を犯す場合もある。
- 彼らにとっては、実社会は刑務所よりも過酷な環境であるが為に、彼ら自身やその被害者にとっても「悲劇」が繰り返されている。

山本は本著で「彼らが加害者となったら当然罰せられるべきだが、その前に彼らは人生の大半を不遇なまま過ごして来た被害者でもある事を忘れるべきではない」「彼らに十分な福祉さえ行き届いていれば、防げた事例は幾らでもあった」と主張している。

## 参考データ
田島良昭（社会福祉法人南高愛隣会理事長）らの調査結果によれば、刑務所に服役している知的障害者410人のうち、再犯者が7割を占める。一方で公的福祉を受けられる「療育手帳」所持者は26人しかいなかった。身元引受人は父母が20％、未定や不詳が47％を占める。